# مایک فیگیس
مایک فیگیس (انگلیسی: Mike Figgis؛ زادهٔ ۲۸ فوریهٔ ۱۹۴۸) کارگردان، فیلم‌نامه‌نویس و آهنگساز انگلیسی است. وی از سال ۱۹۸۴ میلادی تاکنون مشغول فعالیت بوده‌است.
از فیلم‌های او می‌توان به ترک لاس وگاس و آقای جونز اشاره کرد.